# Ouranopithecus macedoniensis
Ouranopithecus macedoniensis es una especie extinta de primate homínido cuyos fósiles fueron hallados en Grecia y han sido datados entre 9,6 y 8,7 Ma (Tortoniense, Mioceno tardío).
Algunos autores consideran que los restos atribuidos a esta especie deberían adscribirse a Graecopithecus freybergi.

## Etimología
El nombre de la especie macedoniensis se debe a la ubicación del fósil holotipo en Macedonia, Grecia.

## Taxonomía
Esta especie ha sido encontrada en tres localidades del norte de Grecia. La localidad del holotipo es Ravin de la Pluie. Las otras localidades son Calcídica y Xirochori. Se la conoce a partir de una gran colección de fósiles craneales y pocos postcraneales. Estos ejemplares se han datado en el Mioceno tardío, con una antigüedad de entre 9,6 y 8,7 millones de años, es decir, algo más antiguos que O. turkae. Para algunos, esto sugiere que O. turkae es el descendiente directo de O. macedoniensis, aunque generalmente se acepta que son taxones hermanos.
Basados en la anatomía facial y dental de O. macedoniensis es posible que esta especie fuera un dryopithecino. Sin embargo, O. macedoniensis parece estar más estrechamente relacionado con la subfamilia Ponginae a la cual pertenecen los orangutanes, mientras que la mayoría de los Dryopithecinae están más emparentados con los grandes simios, ubicados en la subfamilia Homininae, mientras que unos pocos consideran que debería ubicarse por fuera del clado de los simios. Un rasgo distintivo que Ouranopithecus comparte con los humanos y simios africanos modernos es el seno frontal, una cavidad en la frente.

## Hábitat
Un examen de los restos dentales de O. macedoniensis y de las especies de bóvidos que se le asocian indica que el hábitat en el que vivió era de escasa cobertura arbórea y de un rica capa herbácea.

## Morfología
O. macedoniensis tenía una cara grande y ancha con un prominente torus supraorbitario. También tenía órbitas oculares de forma cuadrada. Es posible que O. macedoniensis tuviera un tamaño corporal relativamente grande. Las pruebas postcraneales son escasas, pero su dentición sugiere un dimorfismo sexual extremo, mucho mayor que el observado en cualquier homínido existente. También es probable que haya sido un cuadrúpedo. No es posible afirmar que O. macedoniensis utilizara los árboles, pero parece probable que lo hiciera. El esmalte de los molares era bastante grueso y tenía cúspides bajas. El macho de O. macedoniensis tenía grandes dientes caninos con premolares inferiores cortantes.

## Dieta
Basados en la superficie altamente picada del segundo molar de Ouranopithecus macedoniensis, se asume que su dieta consistía de alimentos duros tales como nueces o tubérculos.

## Comportamiento
El comportamiento es muy difícil de inferir en especies con tan poca diversidad de restos fósiles. El gran tamaño de su cuerpo puede haber dificultado en algunos aspectos que trepara, por lo que puede haber sido un forrajeador terrestre, pero esto es una especulación dentro de la literatura.